# Microula
Microula es un género de plantas con flores perteneciente a la familia Boraginaceae. Comprende 35 especies descritas y de estas solo 29 aceptadas.

## Taxonomía
El género fue descrito por George Bentham y publicado en Genera Plantarum 2: 853. 1876.

## Especies seleccionadas
- Microula benthami
- Microula bhutanica
- Microula blepharolepis
- Microula bothriospermoides